# ممدوح عباس الصالح
ممدوح عباس أحمد الصالح (مواليد 1973 في المنامة) سياسي وممثل ومساعد مخرج ومصمم أزياء ومنتج فني بحريني. عضو في مجلس النواب من 12 ديسمبر 2018 عن الدائرة الثالثة في محافظة العاصمة.

## المسيرة المهنية
بدأ مسيرته الفنية من خلال العمل كممثل ومساعد مخرج ومدير الإنتاج ومصمم الأزياء مع المخرج والكاتب محمد القفاص والكاتب أحمد الفردان على مسرح نادي مدينة عيسى في مسرحية «أي دمعة حزن لا لا لا».
ثم عمل في مؤسسة النورس للإبداع والإنتاج الفني مع عبد الله وعلي الأنصاري في إدارة الإنتاج. تزامله مع المخرج عامر الخفش أعطاه خبرة جيدة في كيفية التعامل مع الصورة الناطقة على الشاشة وكذلك ازدياد خبرته في مجال التقنيات الحديثة لهذا المجال.
قام بتأسيس شركة سكوب للإنتاج الفني وقام بإنتاج المسرحية السياسية «أنا بكره إسرائيل» في عام 2006. وصرح لوكالة الأنباء الألمانية أنه قام بإهداء هذا العمل الفني إلى حسن نصر الله أمين عام حزب الله اللبناني. ثم أنتج المسلسل التلفزيوني وحوش وضحايا في عام 2008. استمر في إنتاج العديد من الأعمال الفنية.

## مجلس النواب
قرر دخول المعترك السياسي من خلال الترشح لعضوية مجلس النواب عن الدائرة الثالثة في محافظة العاصمة. في الجولة الأولى التي أقيمت في 24 نوفمبر 2018 حصل على 563 صوت بنسبة 20.26% مما استوجب إقامة جولة ثانية في 1 ديسمبر حيث استطاعت التغلب على منافسه مهدي شرار بحصوله على 906 صوت بنسبة 52.19%.